# Гордино (Балезінський район)
Го́рдино (рос. Гордино, тат. Гүрйә-кала́, удм. Гурьяка́р) — присілок в Балезінському районі Удмуртії, Росія.

## Населення
Населення — 110 осіб (2010; 174 в 2002).
Національний склад станом на 2002 рік:
- татари — 62 %